# Terragen

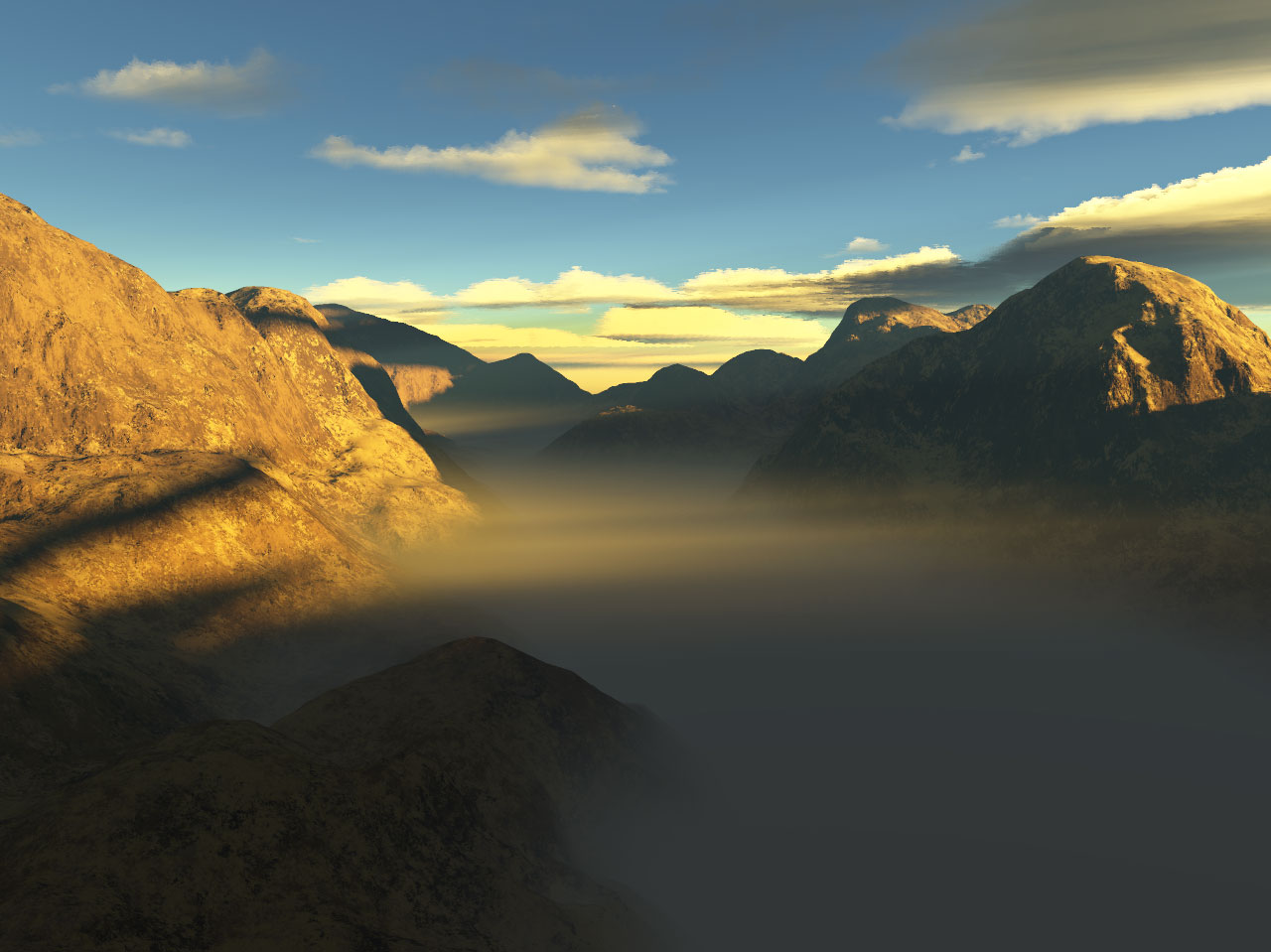
Rajzolt sivatagi táj, finoman szűrődő napfénnyel

A Terragen egy freeware tájkép-generáló program Microsoft Windowsra és Apple Macintoshra. A Planetside Software fejleszti és adja ki.
Használatával élethű tájakat („rendereket”) és animációkat hozhatunk létre.
Mivel ingyenesen használható, különösen népszerű a kezdő grafikusok és alkotók közt, de professzionális használatra is alkalmas. A program jól kezelhető, fotorealisztikus képeket is lehet vele létrehozni. Támogat számos domborzati modell fájlt, ami által valóságos terepeket is felhasználhatunk vagy készíthetünk.
A program kereskedelmi és ingyenes változata között a fő különbség a nagyobb terepek, magasabb felbontás, az animáció és a jobb élsimítás lehetősége. Számos művész használja (például Joan Fontcuberta), illetve vannak magára a programra „szakosodott” művészek is, mint például Luc Bianco.
A Terragen kétdimenziós magasságtérképeket használ, képes ilyen fájlokat exportálni és importálni.
Ezt a fájltípust (*.ter) számos más tájkép-generáló és térképészeti szoftver támogatja.

## Terragen 0.9
A Terragen 0.9 már támogatta a különféle élsimításokat, és gyakorlatilag bármekkora felbontású képet lehetett vele. 
Minimális rendszerkövetelmények: Pentium, 64 MB RAM, 10 MB szabad hely, Windows 95.
Ajánlott: Pentium III vagy jobb, legalább 256 MB RAM-mal.

## Terragen 2
A Terragen 2 jelentősen fejlettebb utódja a 0.9-nek. Olyan újdonságok vannak benne, mint "űrtájak" létrehozása, növényzet létrehozása és valós 3D-s felhők, volumetrikus atmoszféra. Eredetileg 2006 januárjában jelent volna meg, ez decemberre módosult, majd 2007 decembere lett a céldátum. Azóta többször is frissült a kiadott béta verzió, majd 2009 májusában megjelent a Terragen 2 első nem béta kiadása.
A hivatalos rendszerkövetelmények PC-re: Windows 2000, XP, Vista, (Windows 7); 1 GB RAM (4 GB ajánlott); 1 GHz CPU (2 GHz-es, kétmagos ajánlott).
Az ingyenes (ám megkötésekkel rendelkező) verzión felül megvásárolható a Deep változat, és a Deep változat animációval kiegészítve. Ezen felül az XFrog-gal együttműködésben 1300 egyedi növénnyel kiegészítve is megvásárolhatjuk a szoftvert.

## Terragen 4
A Terragen 4  újdonságai:
- Ray Traced előnézet
- Új felhő-árnyékolási technológia
- A fény elnyelése a légkörben lévő ózon által
- A renderelőmotor fejlesztései által gyorsabb
- Optikai lencse effektusok
- Animációk létrehozása (csak a fizetős verzióban)
- Új shader

## Renderelés
A renderelés a végső kép megalkotása. Ennek időtartama gyakorlatilag minden beállítástól függ, de leginkább a kép minőségétől és felbontásától, az élsimítás szintjétől, a felszíni rétegek számától, az ég beállításától és a terep méretétől. Az ingyenes változatban a korlátok miatt ritka az egy óránál hosszabb renderidő, míg a teljes verzióban ez nagyon hosszú is lehet, például 1025*1025-ös terep és maximális részletesség mellett egy 6-7 megapixeles kép készítése akár 6-8 órát is igénybe vehet.
A felső határ nagyjából néhány nap, de ez már extrém eset. Alacsonyabb felbontásnál (1-2 megapixel) ez jóval kevesebb, gyakran csak fél-egy óra, még ha mindent bekapcsolunk is.
Fontos megjegyezni, hogy ez alatt az idő alatt nem tudunk semmit csinálni a géppel, főleg, ha a memóriát terheli le a rendszer. A Terragen 2 már több szálon is képes dolgozni. Továbbá a Terragen 2 renderelési technikája egészen más, itt már "végteleníthető" a renderelés ideje, olyan beállítások állnak rendelkezésünkre.